# Shane Gibson (Musiker)

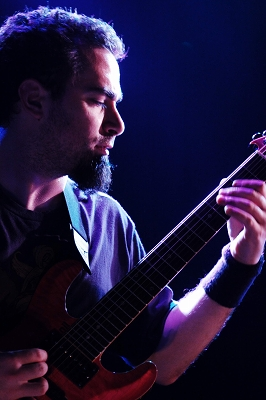
Shane Gibson (2008)

Shane Gibson (* 21. Februar 1979 in Houma, Louisiana; † 15. April 2014 in Birmingham, Alabama) war ein US-amerikanischer Musiker.

## Leben
Gibson wuchs in Fort Walton Beach, Florida auf. Nach Beendigung der Highschool besuchte er das Berklee College of Music, ein unabhängiges Musikcollege in Boston, Massachusetts. Während seiner dortigen Zeit spielte er unter anderem in den Bands Cofield und Teiousekkai. Nach Abschluss des Colleges nahm er die CD Mr. Stork auf. 2006 zog er nach Los Angeles und arbeitete unter anderem für Kiss und Immergent Records.
Nachdem er bereits mit Jonathan Davis bei dessen Soloprojekt zusammengearbeitet hatte und Teil dessen Soloband wurde, spielte er von 2007 bis 2010 als zusätzlicher Live-Gitarrist bei Konzerten KoRns.
Im Folgenden war er mit Projekten wie stOrk (mit Thomas Lang), SchwarZenatoR und DeFable aktiv.
Gibson starb am 15. April 2014 im UAB Hospital in Birmingham, Alabama, nach Komplikationen infolge eines Blutgerinnsels.